# Austrolimnophila (Austrolimnophila) multitergata
Austrolimnophila (Austrolimnophila) multitergata is een tweevleugelige uit de familie steltmuggen (Limoniidae). De soort komt voor in het Australaziatisch gebied.